# 劉紹爐
劉紹爐（1949年—2014年9月1日）是一位出身於新竹縣竹東鎮托盤山的現代舞舞者，他是光環舞集的共同創辦者，也是雲門舞集的創團舞者之一。

## 生平
1949年，劉紹爐出生於新竹竹東托盤山；從小，他就喜歡在自然環境中享受翻騰身體的感覺。
1968年，劉氏進入國立臺灣師範大學主修體操，並於接觸現代舞蹈後決心在劉鳳學門下鑽研舞蹈創作。在劉鳳學離開臺灣後，劉紹爐加入由林懷民領導的舞團，並成為雲門舞集的創團舞者之一。
1980年代，劉氏離開雲門舞集並與楊宛蓉一同創辦「光環舞集」。
2009年年底，劉氏在排練時突然休克，並於送至長庚醫院後被診斷出左腦長有神經膠質瘤。
2014年9月1日因病逝世，享壽65歲。

## 風格
劉氏的許多作品中皆可見到其融合家鄉客家文化與自然風采於其中。

## 代表作
- 《嬰兒油上的現代舞》
- 《觀音聽舞》

## 著作
- 鍾明德 .《舞道－劉紹爐的舞蹈路徑與方法》.時報出版：臺灣.1999年.ISBN 9789571329864

## 外部鏈結
- 現代舞人物誌 - 國立台灣藝術教育館（页面存档备份，存于）
- 光環舞集舞蹈團
- 光環舞集的Facebook專頁